# Суссекский диалект
Суссекский диалект — диалект английского языка, который раньше был широко распространён среди людей, живущих в историческом графстве Суссекс на юге Англии. Большая часть самобытной лексики суссекского диалекта в настоящее время исчезла, однако в обиходе осталось несколько слов, и некоторые люди до сих пор говорят с традиционным суссекским акцентом.
Суссекский диалект является подмножеством южноанглийской диалектной группы. Исторически сложилось так, что было три основных варианта диалекта: западносуссекский (запад Шорхэма и река Адур), среднесуссекский (между рекой Адур и Гастингсом) и восточносуссекский (к востоку от Гастингса). Были различия между общинами Даунлод и Уилден. В частности, народ из Уилд имел уникальный акцент. Суссекский диалект показывает замечательную преемственность: три основные области диалекта отражают историю исторического графства. Западные и средние диалектные области отражают древнее разделение Суссекса между востоком и западом, которое до создания рейпа Брамбер в XI веке проходило вдоль реки Адур. Восточная область диалекта отражает уникальную историю области Гастингса, которая была домом для королевства Гастингов до VIII-го века
Слова суссекского диалекта находят источники во многих исторических языках, включая англосаксонский, древненидерландский, древневаллийский (или британский), с примесью французского языка XIV века, а также скандинавский. Как полагают, многие слова происходят от рыбаков Суссекс и их связей с рыбаками из побережья Франции и Нидерландов.